# Huis Hamal
Het huis Hamal was een Nederlands-Belgische adellijke familie, die sinds het begin van de 13e eeuw is geattesteerd.
De hoofdtak van de familie stierf in het begin van de 16e eeuw uit.
Belangrijker dan deze was echter een zijtak, die reeds in de 14e eeuw was afgesplitst en in de 15e eeuw de heerlijkheid Trazegnies erfde, dat in 1614 tot markgraafschap werd verheven; deze familie bestaat in de 21e eeuw nog steeds.
Van deze zijtak splitste zich kort na de overname van Trazegnies een nieuwe tak af, die in 1652 de titel van de rijksgraaf van Hamal ontving, maar door het ontbreken van mannelijke nakomelingen, niet kon worden overgeërfd. Haar naaste familie zou echter al snel de titel van comte de Hamal aannemen, die vervolgens, in 1816, in het Verenigd Koninkrijk der Nederlanden, officiële erkenning werd gegeven. Deze tak is in 1941 uitgestorven.

## Genealogie (selectie)

### Heren van Hamal en Elderen
1. Daniel, overleden in 1254, heer van Hamal, Elderen en Villers
  1. Willem, overleden in 1279, heer van Hamal en 's Herenelderen
    1. Daniel, overleden in 1289, heer van Hamal
      1. Eustachius de Jongere, overleden in 1282
        1. Willem, overleden in 1313, heer van Hamal
          1. Jan, overleden in 1386, heer van Hamal, Grevenbroeck en Vogelsanck
            1. Willem, overleden in 1371
            2. Marie, overleden voor 1418, erfgename van Hamal; ∞ Koenraad, heer van Alfter, Erfmaarschalk van Keulen, in 1360/1411 geattesteerd
            3. Elisabeth, erfgename van Vogelsanck, Houthalem en Zolder; ∞ Engelbert I, Heer van Loverdal, in 1329/1362 geattesteerd (huis van der Mark)

      2. Lodewijk, overleden in 1300 - Afstammelingen

    2. Eustache, in 1269/1281 geattesteerd – nakomelingen, overleden na 1539
    3. Willem, heer van 's-Heerenelderen
      1. Gilles, overleden in 1354, heer van Elderen, enz.
        1. Willem, overleden in 1400, heer van Elderen, enz.
          1. Arnold van Hamal, overleden in 1456, heer van Elderen en Warfusée; ∞ Anne de Trazegnies, overleden voor 1465, vrouwe van Trazegnies, enz., erfgename van Anselm I van Trazegnies
            1. Willem van Hamal, overleden in 1497, heer van Elderen
              1. Maria Magdalena, overleden na 1559, erfgename van Elderen, enz.; ∞ (1), Adolf van der Mark-Arenberg, gestorven vóór 1485 (huis Arenberg); ∞ (2) Willem II van Croÿ, Hertog van Soria, markies van Aarschot, graaf van Beaumont, overleden in 1521, ridder in de Orde van het Gulden Vlies (huis Croÿ)

            2. Anselm II van Trazegnies – nakomelingen zie hieronder
            3. Arnold, overleden in 1480, geestelijke
            4. Walter van Hamal, in 1450/1508 geattesteerd, baron van Vierves – nakomelingen: de rijksgraaf van Hamal en de comte de Hamal (tak uitgestorven in 1941)

    4. Jan, overleden in 1300, heer van Herne en Schalkoven

### Markiezen van Trazegnies
1. Anselm II van Trazegnies – voorouders zie hierboven
  1. Jan II, overleden in 1513, graaf van Autreppes
    1. Jan III, overleden in 1550, heer van Fanuelz, Saint-Vaast, enz., generaal en raadsman in de Habsburgse Nederlanden, grootkamerheer van de keizer, kapitein-generaal van Henegouwen, ridder in de Orde van het Gulden Vlies
      1. Karel I, overleden in 1578, baron van Trazegnies
        1. Karel II, overleden in 1635, in 1614 markgraaf van Trazegnies, graaf van Autreppes, burggraaf van Arnemuiden
          1. Gilles-Otto I, overleden in 1669, markgraaf van Trazegnies, gouverneur en kapitein-generaal van Artesië
            1. Eugène François Charles, overleden in 1688, markgraaf van Trazegnies
              1. Gillion Othon Procope, overleden in 1720, markgraaf van Trazegnies ; ∞ Marie Philippine van Croy, overleden in 1737, dochter van Ferdinand Gaston Lamoraal van Croÿ, 5e hertog van Croÿ (huis Croÿ)
              2. Pierre Jean Gérard, overleden in 1730, markgraaf van Trazegnies

            2. Albert François, overleden in 1699, in 1695 bisschop-elect van Namen
            3. Ferdinand, overleden in 1684, bestuurder van de Universiteit van Leuven
            4. Octaaf Gustaaf, graaf van Fléchin, burggraaf van Arnemuiden
              1. Albert Lodewijk Ghislain, overleden in 1710, graaf van Trazegnies
              2. Ferdinand Octaaf Jozef, overleden in 1748, graaf van Fléchin
                1. Albert Filip Jozef, markgraaf van Bomy

              3. Procope, François Dominique, overleden in 1738, markgraaf van Trazegnies

            5. Procope
              1. Philippe Ignace Joachim, overleden in 1739, in 1738 markgraaf van Trazegnies, graaf van Villermont – nakomelingen: de andere markgraven de Trazegnies d'Ittre

  2. Arnold, gestorven vóór 1494; ∞ Maria van Bourgondië, dochter van Jan bastaard van Bourgondië (huis Valois-Bourgondië) en Maria van Halewijn
    1. Jan, baron van Longueville, heer van Arnemuiden
      1. Peter, overleden in 1557

    2. Gillion, overleden voor 1559, heer van Stavenisse